# Haworthia indigoa
Haworthia indigoa är en grästrädsväxtart som beskrevs av M. Hayashi. Haworthia indigoa ingår i släktet Haworthia och familjen grästrädsväxter. Inga underarter finns listade i Catalogue of Life.